# Олтон (Нью-Гемпшир)
Олтон (англ. Alton) — місто (англ. town) в США, в окрузі Белкнеп штату Нью-Гемпшир. Населення — 5894 особи (2020).

## Демографія
Згідно з переписом 2010 року, у місті мешкало 5250 осіб у 2145 домогосподарствах у складі 1511 родини. Було 4281 помешкання
Расовий склад населення:
| - 98,4 % — білих - 0,3 % — азіатів - 0,1 % — корінних американців - 0,1 % — чорних або афроамериканців |

До двох чи більше рас належало 0,9 %. Частка іспаномовних становила 1,1 % від усіх жителів.
За віковим діапазоном населення розподілялося таким чином: 21,1 % — особи молодші 18 років, 62,0 % — особи у віці 18—64 років, 16,9 % — особи у віці 65 років та старші. Медіана віку мешканця становила 46,2 року. На 100 осіб жіночої статі у місті припадало 100,8 чоловіків;  на 100 жінок у віці від 18 років та старших — 99,3 чоловіків також старших 18 років.
Середній дохід на одне домашнє господарство  становив 84 155 доларів США (медіана — 79 861), а середній дохід на одну сім'ю — 97 318 доларів (медіана — 88 728). Медіана доходів становила 48 110 доларів для чоловіків та 63 487 доларів для жінок. За межею бідності перебувало 5,8 % осіб, у тому числі 1,6 % дітей у віці до 18 років та 5,2 % осіб у віці 65 років та старших.
Цивільне працевлаштоване населення становило 2365 осіб. Основні галузі зайнятості: освіта, охорона здоров'я та соціальна допомога — 28,8 %, мистецтво, розваги та відпочинок — 13,3 %, будівництво — 11,9 %.